# Кирил Младенов
Кирил Младенов е български краевед от Македония.

## Биография
Кирил Младенов е роден в мъгленското Лесково, тогава в Османската империя
През Първата световна война е писар в главно тилово управление, главно интендантство. Награден е със сребърен медал „За заслуга“.
Изадава книги свързани за историко-географската област Меглен. Описава българското население в областта - неговите обичаи, особеностите на говора му, църковния и училищен живот, фолклор и революционни борби.